# Riverwind Casino

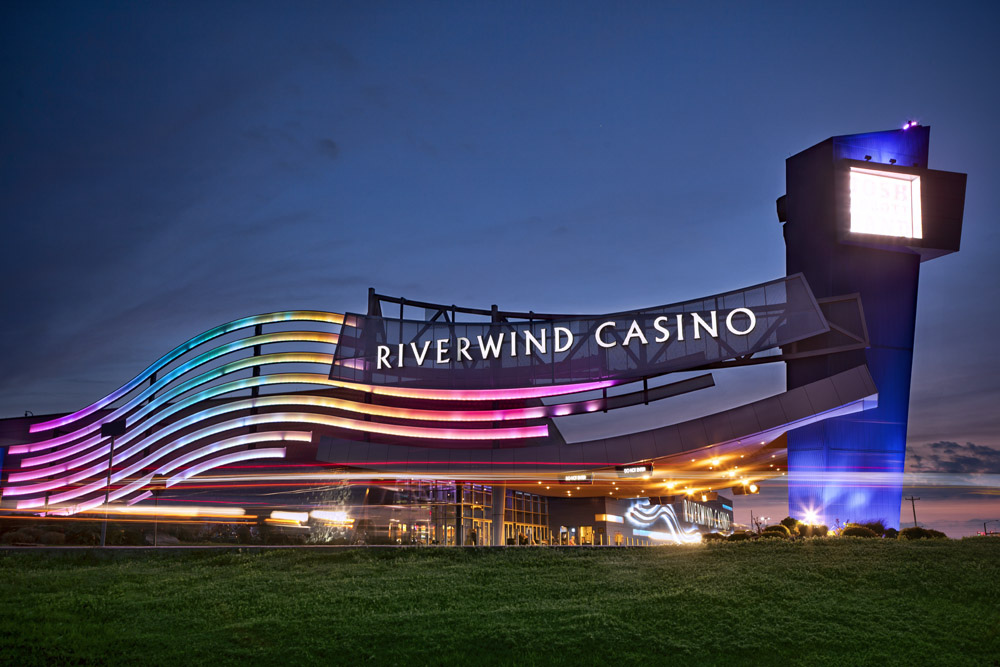
Photo du Riverwind Casino

Riverwind Casino est le plus grand casino de l'Oklahoma. Il est situé à Goldsby.